# Federació de Comerç
La Federació de Comerç és una organització fictícia de l'univers de Star Wars, que fou activa durant la República Galàctica i s'extingí després de la fi de les Guerres Clon amb un tractat entre ella i l'Imperi Galàctic. La Federació va estar present en els films de la trilogia preqüela de la sèrie, a la sèrie Star Wars: Clone Wars i també en l'Univers expandit (avui llegendes fora de la continuïtat oficial) de Star Wars.

## Història
La Federació de Comerç fou fundada l'any 350 ABY i estava controlada pels neimoidians. És una corporació galàctica molt poderosa que regeix el comerç i abusa de la seua posició. Està regida per un Virrei, Nute Gunray, que actua reservadament i pel seu propi bé passant per damunt dels altres.
En l'argument de la sèrie, la Federació de Comerç existeix des de segles abans de la batalla de Naboo, creixent en poder econòmic i armamentístic. Pocs anys abans d'aquesta èpica batalla, amb l'excusa de protegir-se dels pirates espacials, els neimoidians (espècie alienígena dominant de la corporació) van ordenar la construcció d'una armada de droides de batalla. Aquests van resultar ser el millor negoci que podien haver efectuat, ja que els van servir per a apressar negocis, i sotmetre els que no li mostraven el degut respecte a aquesta entitat.
També, després de perilloses negociacions, van aconseguir obtenir un bon nombre de droidekes, uns robots amb escut d'energia que resistien molt més que qualsevol altre androide. D'igual manera, per a protegir-se d'atacs en l'espai van comprar milers de caces droides o "Droides Voltor", uns robots que podien transformar-se ja siga en uns petits caces o ja siga en unes enormes màquines amb quatre potes i un cap, que eren molt difícils de vèncer.

## La batalla de Naboo
Per una disputa comercial, el Virrei Nute Gunray i el seu assessor Rune Haako van ordenar un bloqueig al planeta Naboo, que va acabar amb pocs beneficis per a la Federació i que relegitimava la llibertat del planeta verd. El bloqueig es va tornar invasió i d'aquesta manera va eixir a relluir el vertader exèrcit de la Federació. Milers de tancs AAT, MTT, droides de batalla i STAP van fer la seua "aparició en escena" arrestant tots els civils i militars de Naboo. Després de la insistència de la Reina Padmé Amidala de tornar al seu planeta, la Federació de Comerç va ser derrotada i Nute Gunray i els seus sequaços arrestats, després de solament passar per quatre judicis en la cort suprema de la galàxia. Un parell d'anys més tard ixen en llibertat i Gunray recupera el seu títol de Virrei.
Deu anys després, la Federació, aliada amb el Gremi de Comerç, la Unió Tecno i altres corporacions ressorgeix com la Confederació de Sistemes Independents i lluita en les Guerres Clon amb poques victòries. La Federació de Comerç era l'ens més poderós associat als separatistes, la columna vertebral del moviment. Una vegada acabades les Guerres Clon, i els líders separatistes assassinats, la Federació de Comerç i altres empreses es van reduir a petites corporacions, que van ser aixafades ràpidament pel puny de ferro de l'Imperi Galàctic.